# 佐藤五郎
佐藤 五郎（さとう ごろう、1979年〈昭和54年〉6月28日 - ）は、日本の俳優。神奈川県出身。所属事務所はモノポライズ。

## 主な作品

### 映画
- 中学生円山（2012年公開）- 郵便配達人 役
- シン・ゴジラ（2016年公開）
- 無頼（2020年公開）
- 終末の探偵（2022年12月16日、マグネタイズ）
- 福田村事件（2023年公開）- 在郷軍人会 大橋 役
- 笑いのカイブツ（2023年公開）- 居酒屋店主 役
- ゴジラ-1.0（2023年公開）
- 辰巳（2024年4月20日公開） - 兄貴 役[2]
- 十一人の賊軍（2024年11月1日公開） - 里村官治 役[3][4]
- 逃走（2025年3月公開予定）[5]

### テレビドラマ
- 闇バイト家族 第10話（2024年3月9日、テレビ東京） - 照東会若頭・仙波彰 役[6][7]

### ドキュメンタリー
- NHKスペシャル「激闘ガダルカナル 悲劇の指揮官」（2019年8月11日、NHK） - 一木清直 役

### CM
- キッコーマン いつでも新鮮 味わいリッチ減塩しょうゆ「味わいリッチ減塩 定食屋」篇（2025年） - 目黒蓮、安藤輪子と共演